# HD 59686
HD 59686 (conosciuta anche come SAO 96985) è una stella gigante arancione situata a circa 316 anni luce dalla Terra nella costellazione dei Gemelli, di magnitudine apparente 5,45 e assoluta 0,52.

## Caratteristiche fisiche
La stella è una gigante arancione di classe spettrale K2III, che ha cessato lo stadio di fusione dell'idrogeno nel suo nucleo ed è sulla buona strada per diventare una gigante rossa.
Il suo raggio stellare è molto grande (11,6 volte quello del nostro Sole).
La sua velocità radiale negativa indica che la stella si sta avvicinando al nostro sistema solare.

## Sistema planetario
Nel novembre 2003, è stata annunciata la scoperta di un pianeta in orbita intorno alla stella gigante (Mitchell), mediante l'impiego di uno spettrometro Doppler, particolarmente indicato per rilevare e misurare l'effetto dell'attrazione gravitazionale del pianeta orbitante nei confronti della stella stessa.
Utilizzando il metodo della velocità radiale, si è calcolata la massa del pianeta, superiore a 5,25 masse gioviane, e un periodo di rivoluzione di circa 303 giorni. Tuttavia la stima della massa è solo al minimo in quanto non è nota l'inclinazione dell'orbita.
Utilizzando la massa stellare e il periodo orbitale del pianeta, è stato possibile calcolare anche il semiasse maggiore dell'orbita, pari a circa 0,911 unità astronomiche.
Si è inoltre rilevato che la forma della oscillazione stellare è pressoché circolare, il che implica che il pianeta ha eccentricità quasi nulla.

### Prospetto
Segue un prospetto dei dati fisici e orbitali noti del pianeta HD 59686 b.
| Nome       | Nome       | Massa    | Semiasse maggiore | Periodo orbitale | Scoperta |
| ---------- | ---------- | -------- | ----------------- | ---------------- | -------- |
| HD 59686 b | HD 59686 b | >5,25 MJ | 0,911 UA          | 303 giorni       | 2003     |

## Occultazioni
Per la sua posizione prossima all'eclittica, è talvolta soggetta ad occultazioni da parte della Luna e, più raramente, dei pianeti, generalmente quelli interni.
Le ultime occultazioni lunari avvennero rispettivamente il 4 novembre 2012 e il 25 gennaio 2013.